# Èfor
|  | Per a altres significats, vegeu «Èfor (desambiguació)». |

Èfor (grec antic: Ἔφορος, llatí: Ephorus) fou un historiador grec nascut a Cime, una ciutat eòlica de l'Àsia Menor.

## Biografia
Segons la Suïda, el seu pare es deia Demòfil o Antíoc; Plutarc diu que era fill de Demòfil, i com que segons Ateneu de Naucratis el fill es deia Demòfil, segurament el pare va ser Demòfil. Èfor era contemporani de Teopomp de Quios, i va néixer vers el 408 aC. Va morir després de la pujada al tron d'Alexandre el Gran, probablement cap al 333 aC. Va viure, doncs, durant el regnat de Filip II de Macedònia.
Va ser deixeble de retòrica d'Isòcrates d'Atenes, quan va obrir la seva escola a Quios, i encara que primer va deixar els estudis perquè creia estar poc preparat, el seu pare l'hi va enviar per segona vegada, segons diu Plutarc. Per no tornar a decebre el seu pare, es va dedicar amb intensitat als estudis de l'oratòria, i va començar una carrera d'orador públic amb gran succés: segons diu Sèneca, ell i Teopomp van ser els millors deixebles d'Isòcrates. Però Isòcrates el va dissuadir, atès que va veure que aquell no era el seu camí, i el va incitar a escriure la història de Grècia dels primers temps, perquè tenia una capacitat més tranquil·la que Teopomp, a qui va encarregar d'escriure una història posterior, dels períodes més turbulents, segons que diuen la Suïda i Foci. Al final de la seva vida, segons Plutarc, va ser un dels que eren acusats de conspirar contra el rei Alexandre el Gran, però va refutar els càrrecs quan fou portat davant el rei.

## Obres
No ens ha arribat cap de les seves obres. La més important són les seves Històries (grec antic: Ἱστορίαι), una història de Grècia i altres llocs en trenta llibres que començava amb el retorn dels heraclides fins al setge de Perint per Filip de Macedònia, a l'any 341 aC. Tractava tant de la història dels grecs com de la dels bàrbars, i era el primer assaig d'escriure una història universal que es va fer a Grècia. Abastava un període de 750 anys, i cada un dels llibres formava un tot complet per si mateix. Cada llibre tenia un prefaci, i, o bé Èfor o algun gramàtic posterior, va posar un títol propi a cada llibre. Se sap que el quart llibre es deia Εὐρώπη (Europa), segons diuen Estrabó, Polibi i Climent d'Alexandria. Èfor no va viure per acabar aquesta obra, que va continuar el seu fill Demòfil.
Entre les altres obres d'Èfor es poden citar:
- 2. Περὶ εὑρημάτων (Sobre invents), en dos llibres, esmentada per la Suïda, Estrabó i Ateneu de Nàucratis.
- 3. Σύνταγμα ἐπιχώριον, que cita Plutarc, i que podria ser el títol d'un dels llibres de la història de Grècia.
- 4. Περὶ λέξεως, mencionat per Ciceró, que podria ser també un llibre que formava part de la història de Grècia.

La Suïda esmenta també altres obres seves: Περὶ ἀγαθῶν καὶ κακῶν, i Παραδόξων τῶν ἑκασταχοῦ Βιβλία, de les que res no se sap, però podrien ser fragments o recopilacions fetes per altres historiadors de les seves Històries.